# Bamse och havets hemlighet (filmen)

## Rollista
- Rolf Lassgård – Bamse
- Johan Ulveson – Skalman
- Johan Glans – Lille Skutt
- Johan Rabaeus – Kapten Buster
- Rachel Mohlin